# Блотниця
Бло́тниця — проміжна залізнична станція 5 класу Полтавської дирекції Південної залізниці на лінії Лохвиця — Бахмач-Пасажирський.
Розташована в селі Плугатар Прилуцького району Чернігівської області між станціями Рубанка (12 км) та Талалаївка (8 км).
На станції зупиняються поїзди далекого, міжобласного та поїзди місцевого сполучення, що слідують до станцій Бахмач, Качанівка, Ромодан.

## Історія
Залізнична станція Блотниця була відкрита 1914 року.